# Nayla Micherif
Nayla Fernanda Affonso Micherif, mais conhecida como Nayla Micherif (Ubá, 26 de junho de 1976), foi coroada Miss Brasil em 1997, representando o Estado de Minas Gerais. Na etapa estadual, representou sua cidade natal, a calorenta Ubá. O concurso nacional nesse ano foi realizado fora do eixo Rio-São Paulo; ocorreu em Teresina, capital do Piauí. No Miss Universo, não se classificou, obteve a pior classificação brasileira na história do concurso, um 57° lugar.

## Na TV
Após sua eleição, concedeu uma entrevista ao programa Jô Soares Onze e Meia, do SBT, a única de seu reinado exibida em rede nacional.
Participou como apresentadora do Concursos Miss Brasil 2007 e 2011, junto com Adriane Galisteu, ocasião na qual Nayla tropeçou na pronúncia de várias palavras, misturando inglês com português ou dizendo coisas incompreensíveis. Constrangimento  equivalente quando elogiou o "esforço de superação" da Miss Brasil 2010, Débora Lyra, ao afirmar que a miss 2010 havia " perdido os 15 quilos que ganhara" neste seu reinado. Segundo imprensa local, o comentário de Nayla causou o burburinho que se espera de uma maldade destas dita por uma mulher sobre outra.

## Participação em outros concursos internacionais
Além do Miss Universo, realizado em Miami no dia 12 de maio de 1997, Nayla também participou da última edição do concurso Nuestra Belleza Internacional, no qual não obteve classificação.

## No comando do Miss Brasil
Em 2002, tornou-se a diretora administrativa da Gaeta Promoções e Eventos, empresa responsável pela realização do Miss Brasil, e representante no Brasil do Miss Universo e do Miss Internacional. Além de diretora, Nayla também comanda, todos os anos, o concurso de beleza mais famoso do Brasil. Só não exerceu essa função em 2003, quando a Band escalou apresentadores de seu cast para a tarefa (Nayla ficou apenas com a abertura de um dos segmentos da transmissão, reservado para ex-misses).

## Outros trabalhos na TV
Além de mestre-de-cerimônias do Miss Brasil, Nayla participou de outros projetos especiais da Band entre 2004 e 2005, entre eles a cobertura do Carnaval de Salvador, no qual atuou como repórter de camarote vip. Em 2006, foi apresentadora do Miss Rio de Janeiro transmitido pela CNT local.